# Zasłonak cynamonowobrązowy
Zasłonak cynamonowobrązowy Cortinarius junghuhnii Fr.– gatunek grzybów należący do rodziny zasłonakowatych (Cortinariaceae).

## Systematyka i nazewnictwo
Pozycja w klasyfikacji według Index Fungorum: Cortinarius, Cortinariaceae, Agaricales, Agaricomycetidae, Agaricomycetes, Agaricomycotina, Basidiomycota, Fungi.
Po raz pierwszy opisał go w 1838 r. Elias Fries na ziemi wśród mchów, pod jodłami. Brak typu nomenklatorycznego. Synonimy:
- Gomphos junghuhnii (Fr.) Kuntze 1891
- Hydrocybe junghuhnii (Fr.) Ricken 1912

Andrzej Nespiak w 1981 r. nadał mu polską nazwę zasłonak Junghuna, Władysław Wojewoda w 2003 r. zarekomendował nazwę zasłonak cynamonowobrązowy.

## Morfologia
Kapelusz
Średnica 20–30 mm, początkowo stożkowaty, później szerokostożkowaty do rozpostartego z ostrym garbkiem. Powierzchnia gładka, matowa, początkowo aksamitna, z białą osłoną, później staje się gładka. Jest higrofaniczny; w stanie mokrym ciemnoochrowobrązowy i półprzezroczysty, z prążkami do połowy promienia, na sucho jasnoochrowy do żółtobrązowego. Brzeg sterylny, gładki i ostry, biała osłona utrzymuje się na nim przez długi czas.
Blaszki
Wąsko przyrośnięte, początkowo kremowobeżowe, później ochrowobrązowe, szerokie, w liczbie 22–30, l = 3–5. Ostrza ząbkowane i drobno orzęsione, białawe.
Trzon
Wysokość 40–75 mm, grubość 2–3,5 mm, walcowaty, za młodu pełny, potem pusty, kruchy. Powierzchnia gęsto włóknista, za młodu na całej powierzchni, później staje się gładka i rdzawobrązowa, górna połowa pokryta białą osłoną przez długi czas.
Miąższ
Ochrowobrązowy do czerwonobrązowego, cienki, o słabym zapachu i łagodnym smaku.
Gatunki podobne
Pod świerkami rośnie również zasłonak ostry (Cortinarius acutus). Jest bardzo podobny i również ma sterylny brzeg. Różni się od C. junghuhnii stosunkowo jasnymi, ochrowo-brązowymi kolorami i dłuższymi zarodnikami (Q = 1,5–2). Podobny jest również zasłonak dachówkowaty (Cortinarius obtusus), ale ma płodny brzeg kapelusza.

## Występowanie i siedlisko
Znane jest jego występowanie w Ameryce Północnej, Europie i Azji. Podano jego stanowiska również w Polsce.
Grzyb mykoryzowy. W Polsce podano jego stanowiska w lasach i na polanach pod brzozami, sosnami i dębami, w Holandii w lasach iglastych pod świerkami.